# Körbersee
Der Körbersee befindet sich südwestlich des Hochtannbergpasses im österreichischen Bundesland Vorarlberg im Gemeindegebiet von Schröcken. Er liegt im Lechquellengebirge auf einer Höhe von 1654 m ü. A. und kann nur zu Fuß erreicht werden.

## Name
Im Franziszeischen Kataster, einem Liegenschaftskataster, der von 1810 bis 1870 erstellt wurde, ist der Körbersee auch als „Stiersee“ bezeichnet. Er hat in diesem Kataster etwa dieselbe Größe wie heute.

## Geografie
Mit einer Fläche von rund drei Hektar ist er ein kleinerer See in Vorarlberg, hebt sich aber durch hervorragende Trinkwasserqualität hervor. Der See bietet Fischen wie Forellen sowie den seltenen Pflanzen an den Ufern einen geschützten Lebensraum. Baden ist nicht verboten, aber das Wasser ist recht kühl.
In der Nähe des Sees wird ein als autofrei beworbenes Hotel bewirtschaftet. Es führt zwar ein Güterweg dorthin; Hotelgäste müssen aber ab Schröcken zu Fuß gehen. Die Belieferung des Hotels und der Gepäcktransport werden mit einer Materialseilbahn erledigt.
Einige Kilometer östlich des Körbersees befindet sich mit dem Kalbelesee ein weiterer kleiner Gebirgssee. Das gesamte Seengebiet steht unter Naturschutz und ist im Biotopinventar Vorarlberg als schützenswertes Biotop ausgewiesen.
Rund 125 m nördlich vom Körbersee befindet sich ein Zweier-Sessellift, der zum Falkenkopf führt (Ski-Schaukel Falken).

## Trivia
Der Körbersee wurde im Jahr 2017 zum schönsten Platz Österreichs gewählt. In der Sendung 9 Plätze – 9 Schätze stimmten die ORF-Zuschauer für diesen vom ORF-Landesstudio Vorarlberg in einer Vorausscheidung gewählten und im Finale vorgeschlagenen Platz.
Damit wurde Vorarlberg zum zweiten Mal Sieger dieses Bewerbes, der seit dem Jahr 2014 vom ORF durchgeführt wird.